# Мартинес Сомало, Эдуардо
Эдуардо Мартинес Сомало (исп. Eduardo Martinez Somalo; 31 марта 1927, Баньос-де-Рио-Тобиа, Испания — 10 августа 2021, Ватикан) — испанский куриальный кардинал и ватиканский дипломат. Титулярный архиепископ Тагоры с 12 ноября 1975 по 28 июня 1988. Апостольский нунций в Колумбии с 12 ноября 1975 по 5 мая 1979. С 5 мая 1979 по 28 июня 1988 — заместитель государственного секретаря Святого Престола. Префект Конгрегации богослужения и дисциплины таинств с 1 июля 1988 по 21 января 1992. Префект Конгрегации по делам институтов посвящённой жизни и обществ апостольской жизни с 21 января 1992 по 11 февраля 2004. Камерленго Святой Римской Церкви с 5 апреля 1993 по 4 апреля 2007. Кардинал-дьякон с титулярной диаконией Сантиссимо-Номе-ди-Джезу с 28 июня 1988. Кардинал-протодьякон с 29 января 1996 по 9 января 1999. Кардинал-священник с 9 января 1999, с титулом церкви pro hac vice Сантиссимо-Номе-ди-Джезу.

## Начало пути
Эдуардо Мартинес Сомало родился 31 марта 1927 года в местечке Баньос-де-Рио-Тобиа, что в епархии Калахорра и Ла Кальсада, в Испании.
Образование получил в семинарии Логроно и Папском Григорианском университете (лиценциат богословия и канонического права), продолжил образование в Папской Церковной академии и в Папском Латеранской университете, где получил докторантуру канонического права.
19 марта 1950 года, посвящён в священники, монсеньором Луиджи Тралья, титулярным архиепископом Чезареи ди Палестины, наместником Рима (будущим кардиналом). Пастырская работа в курии епархии, и преподавательская работа в Институте Марко Фабио Квинтильяно, и продолжение образования в Риме.

## Дипломатиепископ
1 августа 1956 года приглашён на работу в Государственный секретариат Ватикана. В 1957—1970 годах — секретарь апостольской нунциатуры и преподавал в Папской Церковной Академии. 14 апреля 1960 года — внештатный тайный камергер Его Святейшества. Отвечал за испанский отдел в Государственном секретариате Ватикана. В 1970 году советник апостольской делегатуры в Великобритании. Чиновник в Государственном секретариате Ватикана с 1970 года по 1975 год. Также пастырская работа в римском госпитале. С 14 мая 1970 года — почётный прелат Его Святейшества.
Избран титулярным архиепископом Тагоры и назначен апостольским нунцием в Колумбии, с 12 ноября 1975 года по 5 мая 1979 год. Посвящён в епископы 13 декабря 1975 года, в Ватикане, ординацию совершил кардинал Жан Вийо, кардинал-епископ субурбикарной епархии Фраскати, Государственный секретарь Святого Престола. Заместитель Государственного секретаря Ватикана с 5 мая 1979 по 28 июня 1988.

## На важнейших постах вРимской курии
Возведён в кардиналы-дьяконы на консистории от 28 июня 1988 года с титулярной диаконией Сантиссимо-Номе-ди-Джезу.
Префект Конгрегации богослужения и дисциплины таинств с 1 июля 1988 года по 21 января 1992 года. Префект Конгрегации по делам институтов посвящённой жизни и обществ апостольской жизни с 21 января 1992 года по 11 февраля 2004 года. Камерленго Святой Римской Церкви с 5 апреля 1993 года. Кардинал-протодьякон с 29 января 1996 года по 9 января 1999 год. 9 января 1999 года возведён в достоинство кардинала-священника с сохранением титула.
Подал в отставку с поста префекта по достижении преклонного возраста, 11 февраля 2004 года. Один из влиятельных кардиналов в Римской курии. В период Sede Vacante, был и. о. главы Ватикана.
Участвовал в Конклаве 2005 года.
При папском дворе примыкал к окружению папы Бенедикта XVI.
31 марта 2007 года кардиналу Сомало исполнилось 80 лет и он потерял право участвовать в Конклаве.
4 апреля 2007 года папа римский Бенедикт XVI принял отставку кардинала Эдуардо Мартинеса Сомало с поста Камерленго Святой Римской Церкви. Его преемником на этом посту стал Государственный секретарь Святого Престола кардинал Тарчизио Бертоне.
Кардинал Мартинес Сомало скончался в своих апартаментах в Ватикане 10 августа 2021, в возрасте 94 лет.